# Yekaterina Lariónova
Yekaterina Lariónova (en kazajo: Екатерина Ларионова; Oral, 23 de enero de 1994) es una deportista kazaja que compite en lucha libre.
Participó en los Juegos Olímpicos de Río de Janeiro 2016, obteniendo una medalla de bronce en la categoría de 63 kg. Ganó una medalla de bronce en el Campeonato Mundial de Lucha de 2013 y dos medallas de bronce en el Campeonato Asiático de Lucha, en los años 2014 y 2015.

## Palmarés internacional
| Juegos Olímpicos    | Juegos Olímpicos        | Juegos Olímpicos  | Juegos Olímpicos |
| Año                 | Lugar                   | Medalla           | Categoría        |
| ------------------- | ----------------------- | ----------------- | ---------------- |
| 2016                | Río de Janeiro (Brasil) | Medalla de bronce | 63 kg            |
| Campeonato Mundial  |                         |                   |                  |
| Año                 | Lugar                   | Medalla           | Categoría        |
| 2013                | Budapest (Hungría)      | Medalla de bronce | 63 kg            |
| Campeonato Asiático |                         |                   |                  |
| Año                 | Lugar                   | Medalla           | Categoría        |
| 2014                | Astaná (Kazajistán)     | Medalla de bronce | 63 kg            |
| 2015                | Doha (Catar)            | Medalla de bronce | 63 kg            |